# Agatha Award
Der Agatha Award ist ein US-amerikanischer Literaturpreis, der seit 1989 von der Malice Domestic Ltd. vergeben wird, einer Non-Profit-Organisation, die jährlich unter gleichem Namen einen Kongress in Washington D.C., die Malice Domestic Convention, organisiert, der sich klassischen Kriminal- und Mysteryromanen annimmt. Ausgezeichnet werden im Vorjahr erschienene englischsprachige Romane, Kurzgeschichten und Sachbücher des Mystery-Genres, die sich an den Werken der bekannten britischen Kriminalschriftstellerin Agatha Christie (1890–1976) orientieren, die auch als Namensgeberin für den Preis fungierte.
Die prämierten Bücher zeichnen sich in ihrem Inhalt dadurch aus, dass sie fast vollständig Themen wie Sex oder exzessive Gewaltdarstellungen vermeiden, und den Regeln des Whodunnits folgen. Oft steht ein Amateurdetektiv im Mittelpunkt, der an einem begrenzten Setting (der Schauplatz ist oft abgeschnitten von der Außenwelt oder der justiziaren Macht) agiert und mit einer begrenzten Zahl an Verdächtigen konfrontiert wird, die einander kennen und im engen Kontakt zum Verbrechensopfer stehen. Auch Romane oder Kurzgeschichten, die Polizisten oder Privatdetektive in den Mittelpunkt stellen, werden toleriert, jedoch keine so genannten Hardboiled detectives.

## Kategorien und Wahlverfahren
Der Agatha Award wird jährlich in verschiedenen Kategorien vergeben. Seit 1989 werden der beste Roman und beste Erstlingsroman, sowie die beste Kurzgeschichte prämiert. 1993 wurde die Kategorie Non Fiction eingeführt, die für Werke der Sachliteratur reserviert ist. 2001 wurde der Preis für das beste Kinder- und Jugendbuch aus dem Mystery-Genre eingeführt und als letztes seit 2012 die Kategorie Bester historischer Roman.  Neben den regulären Kategorien werden außerdem Spezialpreise, so unter anderem der Malice Domestic Award for Lifetime Achievement für das Lebenswerk eines Schriftstellers, vergeben.
Die Sieger der sechs regulären Kategorien werden von Fans des Genres, d. h. Mitgliedern und Freunden der Malice Domestic Convention gekürt, die Anfang eines jeden Jahres Stimmzettel erhalten, auf denen sie ihre favorisierten Neuerscheinungen des letzten Jahres eintragen. Diese werden per Post, Fax oder E-Mail zurückgesendet. Das Preiskomitee wertet die Ergebnisse aus und erstellt eine Liste der fünf Titel mit den meisten Stimmen in jeder Kategorie, die auf der Website der Malice Domestic Ltd. veröffentlicht wird. Über diese stimmen in einer geheimen Wahl registrierte Kongress-Teilnehmer der Malice Domestic Convention ab. Die Preisträger werden dann auf dem Kongressbankett bekanntgegeben und mit dem Agatha Award ausgezeichnet.
| Kategorie                     | Originalbezeichnung                 | verliehen seit |
| ----------------------------- | ----------------------------------- | -------------- |
| Bester Roman                  | Best Contemporary Novel/Best Novel  | 1989           |
| Bester Erstlingsroman         | Best First Mystery                  | 1989           |
| Beste Kurzgeschichte          | Best Short Story                    | 1989           |
| Bestes Sachbuch               | Best Non-Fiction                    | 1994           |
| Bestes Kinder- und Jugendbuch | Best Children’s/Young Adult Mystery | 2002           |
| Bester historischer Roman     | Best Historical Novel               | 2012           |

### Spezialpreise
| Kategorie    | Originalbezeichnung                            | verliehen seit |
| ------------ | ---------------------------------------------- | -------------- |
| Ehrenpreis   | Malice Domestic Award for Lifetime Achievement | 1990           |
| Poirot-Preis | Malice Domestic Poirot Award                   | 2003           |
| Amelia-Preis | Malice Domestic Amelia Award                   | 2012           |